# Bahe-bahe
Bahe-bahe ist ein Kegelberg auf den Philippinen, der innerhalb der Igbaras-Gebirgskette und größtenteils auf dem Gebiet der gleichnamigen Stadtgemeinde im Barangay Buenavista liegt. Auf dem Gebiet des Berges befindet sich die höchste Erhebung auf einer Höhe von 397 m im äußersten Westen des Barangay.